# Paul-Marcel Dammann
Paul-Marcel Dammann, född 1885, död 1939, var en fransk medaljgravör.
Dammann var lärjunge till Jules-Clément Chaplain och har graverat en rad medaljer och porträttplaketter som utmärks för sina rena linjer och sobra elegans. Dammann ansågs som en av 1930-talets främsta medaljgravörer.